# ZTF J163743.49+491740.4
ZTF J163743.49+491740.4 — двойная катаклизмическая переменная звезда типа AM Гончих Псов в созвездии Геркулеса на расстоянии (вычисленном из значения параллакса) приблизительно 668 световых лет (около 205 парсек) от Солнца.
Открыта астрономами проекта ZTF в 2021 году.

## Характеристики
Первый компонент (ZTF J163743.49+491740.4) — белый карлик. Масса — около 0,9 солнечной, радиус — около 0,009 солнечного. Эффективная температура — около 11200 K.
Второй компонент (ZTFJ1637+49B) — гелиевая звезда. Масса — около 0,023 солнечной, радиус — около 0,068 солнечного. Орбитальный период — около 0,04271 суток (1,025 часа).